# 阿都拉卡立
阿都拉卡立，马来西亚政治人物，国阵巫统党员，前柔佛州议会武吉南宁州议员。

## 政治生涯
2008年大选，代表国阵巫统参加并赢得柔佛州议会武吉南宁州议席。